# Sam Cooke
Sam Cooke (22. januar 1931 – 11. december 1964) var en populær og indflydelsesrig amerikansk gospel-, R&B-, soul- og pop-sanger, sangskriver og entreprenør. Mange af nutidens musikere og kritikere anerkender ham som en af grundlæggerne af soulmusikken og en af de vigtigste sangere i soulmusikkens historie.
Titlen "Kongen af soul" misbruges ofte, men Sam Cookes arv er meget stor. Han havde 29 Top 40-hits i USA mellem 1957 og 1965. Han ses derfor af mange som skaberen af genren. Nogle af hans største hits var "You Send Me", "Chain Gang ", "Wonderful World", "Bring It On Home To Me", "A Change Is Gonna Come" og "Twistin' the Night Away".
Sam Cooke døde i 1964, da han blev skudt på et motel i Los Angeles. Omstændighederne ved skudepisoden er uklare. Angiveligt havde Sam Cooke taget en kvinde med til motellet. Kvinden oplyste senere, at Cooke havde forsøgt at voldtage hende, hvorefter hun var flygtet fra motelværelset til motellets kontor. Cooke indfandt sig herefter halvnøgen på motellets kontor, hvor han overfor motellets kvindelige manager forlangte at se kvinden. Motellets manager har forklaret, at hun følte sig truet af Cooke og at hun skød ham i selvforsvar. Myndighederne anså skudepisoden som lovligt selvforsvar.